# Giorgio Scerbanenco
Giorgio Scerbanenco (Володимир-Джорджо Щербаненко ur. 28 lipca 1911, zm. 27 października 1969) – włoski pisarz pochodzenia ukraińskiego, autor kryminałów.
Urodził się w Kijowie 28 lipca 1911. Ojciec pisarza był Ukraińcem, a matka Włoszką. W jego dzieciństwie, w 1919 roku wyemigrował wraz matką do Rzymu. Następnie, gdy miał 18 lat, przeprowadził się do Mediolanu.
Zanim został powieściopisarzem pracował jako wolny pisarz dla wielu włoskich magazynów. Stworzył serię kryminałów rozgrywających się w Mediolanie z postacią lekarza Duca Lambertiego. Jego najpopularniejsze dzieła to Venere privata(tyt. pol. "Wenus zniewolona"), Traditori di tutti, I ragazzi del massacro, I milanesi ammazzano al sabato oraz Sei giorni di preavviso (tyt. pol. "Zabiję cię 12 listopada"). Jego późniejsza proza zawiera opis nowych form przestępczości w powojennej rzeczywistości Włoch. 
Zmarł na zawał serca w Mediolanie 27 października 1969 roku.

## Powieści wydane w Polsce
- Zabiję cię 12 listopada (oryg. Sei giorni di preavviso, 1940), tłum. Wanda Gall, Krajowa Agencja Wydawnicza, Poznań 1988
- Wenus zniewolona (oryg. Venere privata, 1966), tłum. Wanda Gall, Graph Media Film, Gdańsk 1995